# チェ・ウォニョン
チェ・ウォニョン(최원영、崔元英、1976年1月10日 - ）は、韓国出身の俳優。

## 略歴・人物
2002年の韓国の映画『セックス・イズ・ゼロ』でデビューした。
「2017KBS演技大賞・助演男優賞」、「2019KBS演技大賞・ミニシリーズ 優秀演技賞(男性部門)」を受賞。
2014年、夫婦役で共演経験のある女優のシム・イヨンと結婚。
学歴
- 祥明大学校公演学部舞台美術科 学士
- 弘益大学校広告広報大学院 修士

## 出演

### テレビドラマ
- 彼女が笑うじゃないの（2006年、KBS2） - チョ・ヒョンジン 役
- 空くらい地くらい（2007年、KBS1） - チャン・ヨンミン 役
- 美しい時代（2007年-2008年、KBS1） - イム・ギョンホ 役
- 君は僕の運命（2008年-2009年、KBS1） - ナヨンの恋人ギョンウ 役
- 善徳女王（2009年、MBC） - ケベク 役
- 二人の妻（2009年、SBS） - イ・ヨンミン 役
- 伝説の故郷～静かな村（2009年、KBS2） - ジンソン 役
- お隣さんは元ダンナ（2010年、SBS） - チェ・ギフン 役
- オペラが終われば（2010年 KBS2） - イ・ジョンド 役
- 嵐の恋人（2010年-2011年、MBC） - イ・テフン 役
- あなたが寝てる間に（2011年、SBS） - ユン・ミンジュン 役
- 千日の約束（2011年、SBS） - ヒャンギの見合い相手 役
- おいしい人生（2012年、SBS） - カン・インチョル 役
- 百年の遺産（2013年、MBC） - キム・チョルギュ 役
- 恋愛操作団:シラノ（2013年、tvN）
- 相続者たち（2013年、SBS） - ユン・ジェホ 役
- 放課後サプライズ（2013年、WEB）
- ワンダフル・ラブ～愛の改造計画～（2013年、SBS）
- スリーデイズ～愛と正義～（2014年、SBS） - キム・ドジン 役
- 夜警日誌（2014年、MBC） - 恵宗(ヘジョン) 役
- 秘密の扉（2014年、SBS） - チェ・ジェゴン 役
- キルミーヒールミー（2015年、MBC） - アン・グク 役
- 君を憶えてる（2015年、KBS2） - イ・ジュノ 役
- 2度目の二十歳（2015年、tvN） - キム・ウチョル 役
- 帰ってきて ダーリン!（2016年、SBS） - チャ・ジェグク 役
- 月桂樹洋服店の紳士たち（2016年、KBS） - ソンジュン（ソン・テピョン） 役
- 花郎（2016年-2017年、KBS2） - キム・アンジ 役
- あなたが眠っている間に（2017年、SBS） - ナム・チョルド 役
- マッド・ドッグ（2017年、KBS） - チュ・ヒョンギ 役
- おしえて！イルスン（2017年-2018年、SBS）- チャン・ピルソン 役
- 輝く星のターミナル（2018年、SBS） - ハン・ジェヨン 役
- SKYキャッスル〜上流階級の妻たち〜（2018年-2019年、JTBC） - ファン・チヨン 役
- ドクター・プリズナー（2019年、KBS） - イ・ジェジュン 役
- 緑豆の花（2019年、SBS） - ファン・ソクジュ 役
- ハイエナ（2020年、SBS） - コン・ヒョングク 役
- アリス（2020年、SBS） - ソク・オウォン 役
- サンガプ屋台（2020年、JTBC） - クィ班長 役
- 僕のヤバイ妻（2020年、MBN） - キム・ユンチョル 役
- 五月の青春（2021年、KBS2）
- あなたに似た人（2021年、JTBC） - アン・ヒョンソン 役
- 花が咲けば、月を想い（2021年-2022年、KBS2） - イ・シフム 役
- ゴールデンスプーン（2022年、MBC） - ファン・ヒョンド 役
- シュルプ（2022年、tvN） - イ・ホ役

### 映画
- シシルリ2km（2004年）- パク・ハンソク 役
- 無等山　ターザン、パク・フンスク（2005年）- カン・ヒョヌ 役
- 恋愛術士（2005年）- ハン・ジュンソク 役
- ダメ男の愛し方（2006年）- 学生と先生1 役
- 僕と彼女のボーイフレンド （2007年）- ソノ 役
- 人喰猪、公民館襲撃す！（2009年）- チビ 検事役(友情出演)
- アウトロー －哀しき復讐－ （2009年）- 神父パク・ソンチョル 役
- 地球代表　Rolling Stars（2010年）- ジャック役(声ダビング)
- 敵との初恋（2011年）- ジェボク 役(友情出演)
- 青ぶどう飴：17年前の約束 （2011年）- ジフン 役
- パーフェクトゲーム （2011年）- キャスター役(友情出演)
- 漁村の幽霊 パクさん，出張す（2012年）- スンウ 役(特別出演)
- 殺人の告白 （2012年）- テジョク 役
- 誰でも長生きしたい（2013年）- ソノ 役
- プランマン〜恋のアラームが止まらない!（2014年） - ピョンス役

### 演劇
- パンドラの箱 （2003年）
- 愛の無駄骨 （2009年）アジア演出家前 - ジアム 役
- 愛の無駄骨 （2010年）第1回大学路 コメディ フェスティバル

### ミュージックビデオ
- チャン・イルヨン（2007年）- 女は